# Kelakodli, Somvarpet
Kelakodli là một làng thuộc tehsil Somvarpet, huyện Kodagu, bang Karnataka, Ấn Độ.